# Анж
Анж (фр. Enges) — громада в Швейцарії в кантоні Невшатель.

## Географія
Громада розташована на відстані близько 36 км на захід від Берна, 10 км на північний схід від Невшателя.
Анж має площу 9,6 км², з яких на 2,2 % дозволяється будівництво (житлове та будівництво доріг), 45,9 % використовуються в сільськогосподарських цілях, 51,9 % зайнято лісами, 0 % не є продуктивними (річки, льодовики або гори).

## Демографія
2019 року в громаді мешкало 266 осіб (-1,8 % порівняно з 2010 роком), іноземців було 15,8 %. Густота населення становила 28 осіб/км².
За віковим діапазоном населення розподілялося таким чином: 23,7 % — особи молодші 20 років, 51,5 % — особи у віці 20—64 років, 24,8 % — особи у віці 65 років та старші. Було 116 помешкань (у середньому 2,3 особи в помешканні).